# BAFA NL Premiership 2015
La BAFA NL Premiership 2015 è la 30ª edizione del campionato di football americano di primo livello, organizzato dalla BAFA.

## Squadre partecipanti
| Club                  | Città         | Stadio | Sponsor ufficiale | Risultato nella stagione 2014 |
| --------------------- | ------------- | ------ | ----------------- | ----------------------------- |
| Bristol Aztecs        | Bristol       |        |                   |                               |
| East Kilbride Pirates | East Kilbride |        |                   |                               |
| Coventry Jets         | Coventry      |        |                   |                               |
| Lancashire Wolverines | Blackburn     |        |                   |                               |
| London Blitz          | Londra        |        |                   |                               |
| London Olympians      | Londra        |        |                   |                               |
| London Warriors       | Londra        |        |                   |                               |
| Yorkshire Rams        | Leeds         |        |                   |                               |
| Sheffield Predators   | Sheffield     |        |                   |                               |
| South Wales Warriors  | Llanharan     |        |                   |                               |
| Tamworth Phoenix      | Atherstone    |        |                   |                               |

## Stagione regolare

### Calendario

#### 1ª giornata
| 5 aprile 2015 | Bristol Aztecs | 0 – 43 | London Warriors |  |

#### 2ª giornata
| 12 aprile 2015 | London Blitz | 35 – 0 | London Olympians |  |

#### 3ª giornata
| 19 aprile 2015 | Lancashire Wolverines | 31 – 28 | East Kilbride Pirates |  |

| 19 aprile 2015 | Yorkshire Rams | 28 – 14 | Sheffield Predators |  |

| 19 aprile 2015 | Bristol Aztecs | 13 – 54 | London Blitz |  |

| 19 aprile 2015 | London Warriors | 51 – 0 | London Olympians |  |

#### 4ª giornata
| 26 aprile 2015 | East Kilbride Pirates | 63 – 2 | Yorkshire Rams |  |

| 26 aprile 2015 | Tamworth Phoenix | 17 – 0 | Coventry Jets |  |

| 26 aprile 2015 | Bristol Aztecs | 35 – 7 | South Wales Warriors |  |

#### 5ª giornata
| 9 maggio 2015 | East Kilbride Pirates | 37 – 6 | Coventry Jets |  |

| 10 maggio 2015 | Sheffield Predators | 8 – 21 | Tamworth Phoenix |  |

| 10 maggio 2015 | Yorkshire Rams | 0 – 50 | Lancashire Wolverines |  |

| 10 maggio 2015 | London Olympians | 27 – 10 | South Wales Warriors |  |

#### 6ª giornata
| 17 maggio 2015 | Sheffield Predators | 12 – 31 | Lancashire Wolverines |  |

| 17 maggio 2015 | Bristol Aztecs | 15 – 20 | London Olympians |  |

#### 7ª giornata
| 24 maggio 2015 | Coventry Jets | 27 – 14 | Yorkshire Rams |  |

| 24 maggio 2015 | Lancashire Wolverines | 10 – 17 | Tamworth Phoenix |  |

| 24 maggio 2015 | London Blitz | 52 – 12 | Bristol Aztecs |  |

| 24 maggio 2015 | South Wales Warriors | 0 – 49 | London Warriors |  |

#### 8ª giornata
| 31 maggio 2015 | Sheffield Predators | 6 – 41 | East Kilbride Pirates |  |

| 31 maggio 2015 | Tamworth Phoenix | 43 – 0 | Yorkshire Rams |  |

#### 9ª giornata
| 6 giugno 2015 | Tamworth Phoenix | 32 – 27 | East Kilbride Pirates |  |

| 7 giugno 2015 | Coventry Jets | 19 – 39 | Lancashire Wolverines |  |

| 7 giugno 2015 | South Wales Warriors | 18 – 22 | London Olympians |  |

#### 10ª giornata
| 14 giugno 2015 | Lancashire Wolverines | 45 – 7 | Yorkshire Rams |  |

| 14 giugno 2015 | South Wales Warriors | 0 – 49 | Bristol Aztecs |  |

#### 11ª giornata
| 21 giugno 2015 | Yorkshire Rams | 6 – 35 | Tamworth Phoenix |  |

| 21 giugno 2015 | Sheffield Predators | 14 – 8 | Coventry Jets |  |

| 21 giugno 2015 | London Warriors | 38 – 10 | London Blitz |  |

#### 12ª giornata
| 27 giugno 2015 | Coventry Jets | 20 – 35 | East Kilbride Pirates |  |

| 28 giugno 2015 | Tamworth Phoenix | 7 – 12 | Sheffield Predators |  |

| 28 giugno 2015 | London Olympians | 6 – 64 | London Warriors |  |

#### 13ª giornata
| 5 luglio 2015 | Yorkshire Rams | 0 – 61 | East Kilbride Pirates |  |

| 5 luglio 2015 | Coventry Jets | 0 – 38 | Tamworth Phoenix |  |

| 5 luglio 2015 | Lancashire Wolverines | 23 – 7 | Sheffield Predators |  |

| 5 luglio 2015 | London Olympians | 8 – 39 | London Blitz |  |

| 5 luglio 2015 | London Warriors | 36 – 0 | Bristol Aztecs |  |

#### 14ª giornata
| 18 luglio 2015 | East Kilbride Pirates | 16 – 10 | Lancashire Wolverines |  |

| 18 luglio 2015 | London Blitz | 49 – 0 | South Wales Warriors |  |

| 19 luglio 2015 | Yorkshire Rams | 0 – 13 | Coventry Jets |  |

#### 15ª giornata
| 26 luglio 2015 | Tamworth Phoenix | 22 – 15 | Lancashire Wolverines |  |

| 26 luglio 2015 | Coventry Jets | 13 – 0 | Sheffield Predators |  |

| 26 luglio 2015 | London Warriors | 41 – 0 | South Wales Warriors |  |

#### 16ª giornata
| 1º agosto 2015 | East Kilbride Pirates | 21 – 14 | Tamworth Phoenix |  |

| 2 agosto 2015 | Sheffield Predators | 37 – 7 | Yorkshire Rams |  |

#### 17ª giornata
| 9 agosto 2015 | East Kilbride Pirates | 37 – 14 | Sheffield Predators |  |

| 9 agosto 2015 | Lancashire Wolverines | 29 – 6 | Coventry Jets |  |

| 9 agosto 2015 | London Blitz | 13 – 7 | London Warriors |  |

| 9 agosto 2015 | London Olympians | 0 – 45 | Bristol Aztecs |  |

### Classifica
Le classifiche della regular season sono le seguenti.
- PCT = percentuale di vittorie, G = partite giocate, V = partite vinte,  P = partite perse, PF = punti fatti, PS = punti subiti

#### Premiership North
| Pos. | Squadra               | PCT  | G  | V | N | P | PF  | PS  |
| ---- | --------------------- | ---- | -- | - | - | - | --- | --- |
| 1    | East Kilbride Pirates | .800 | 10 | 8 | 0 | 2 | 366 | 135 |
| 2    | Tamworth Phoenix      | .800 | 10 | 8 | 0 | 2 | 246 | 99  |
| 3    | Lancashire Wolverines | .700 | 10 | 7 | 0 | 3 | 283 | 134 |
| 4    | Coventry Jets         | .300 | 10 | 3 | 0 | 7 | 112 | 223 |
| 5    | Sheffield Predators   | .300 | 10 | 3 | 0 | 7 | 124 | 216 |
| 6    | Yorkshire Rams        | .100 | 10 | 1 | 0 | 9 | 64  | 388 |

#### Premiership South
| Pos. | Squadra              | PCT   | G | V | N | P | PF  | PS  |
| ---- | -------------------- | ----- | - | - | - | - | --- | --- |
| 1    | London Warriors      | 1.000 | 8 | 7 | 0 | 1 | 329 | 29  |
| 2    | London Blitz         | .700  | 8 | 7 | 0 | 1 | 311 | 84  |
| 3    | Bristol Aztecs       | .550  | 8 | 3 | 0 | 5 | 169 | 212 |
| 4    | London Olympians     | .000  | 8 | 3 | 0 | 5 | 83  | 277 |
| 5    | South Wales Warriors | .350  | 8 | 0 | 0 | 8 | 41  | 331 |

## Playoff

### Tabellone
|  | Semifinali | Semifinali            | Semifinali |              |    | XXIX Britbowl   | XXIX Britbowl | XXIX Britbowl |  |
|  |            |                       |            |              |    |                 |               |               |  |
|  | 1S         | London Warriors       | 14         |              |    |                 |               |               |  |
|  | 1S         | London Warriors       | 14         |              |    |                 |               |               |  |
|  | 2N         | Tamworth Phoenix      | 9          |              |    |                 |               |               |  |
|  | 2N         | Tamworth Phoenix      | 9          |              | 1S | London Warriors | 20            |               |  |
|  |            |                       |            |              | 1S | London Warriors | 20            |               |  |
|  |            |                       | 2S         | London Blitz | 19 |                 |               |               |  |
|  | 1N         | East Kilbride Pirates | 2S         | London Blitz | 19 | 7               |               |               |  |
|  | 1N         | East Kilbride Pirates |            |              |    |                 |               |               |  |
|  | 2S         | London Blitz          | 19         |              |    |                 |               |               |  |

### Semifinali
| 23 agosto 2015 | East Kilbride Pirates | 7 – 19 | London Blitz |  |

| 23 agosto 2015 | London Warriors | 14 – 9 | Tamworth Phoenix |  |

### XXIX Britbowl
| Londra 5 settembre 2015 | London Warriors | 20 – 19 | London Blitz | Barnet Copthall |

## Verdetti
- London Warriors Campioni della Gran Bretagna e vincitori del Britbowl 2015